# Karl Bruckner
Pour les articles homonymes, voir Bruckner.
Œuvres principales
Die Spatzenelf
Sadako will leben
Karl Bruckner (né le 9 janvier 1906 à Vienne, mort le 25 octobre 1982 dans la même ville) est un écrivain autrichien.

## Biographie
Ce fils d'un ouvrier de l'imprimerie grandit dans le quartier d'Ottakring. Il apprend le métier de mécanicien automobile. Pendant l'entre-deux guerres, il émigre au Brésil, mais revient à Vienne fin 1937. Il commence à écrire en 1946 et se fait connaître comme auteur de livres pour la jeunesse.
Dans ses livres, il fait en sort de définir une éducation pour une humanité responsable et soucieuse de la communauté. Un de ses plus grands succès est, avec un tirage de 130 000 exemplaires, le livre Die Spatzenelf. Inspiré de son enfance, il raconte l'histoire d'une équipe de football composée d'enfants des quartiers populaires. Il est encore aujourd'hui un classique de la littérature pour la jeunesse en Autriche.
Il se fait connaître à l'étranger avec Sadako will leben, roman biographique de Sadako Sasaki, fillette victime de la bombe atomique d'Hiroshima.

## Œuvre
- Das wunderbare Leben. Ein Zukunftsroman aus dem Jahre 2443, 1948
- Der Diamant des Tobias Amberger, 1949
- Die Spatzenelf, 1948
- Pablo, der Indio, 1949
- Die große Elf, 1951
- Mein Bruder Ahual, 1952
- Die Wildspur, 1952
- Der Häuptling und seine Freunde, 1952
- Olympiade der Lausbuben, 1953
- Giovanna und der Sumpf, 1953
- Die Trommel des Kannibalen, 1954
- Scarley wird gefährlich, 1954
- Scarley auf der Robinsoninsel, 1955
- Die Strolche von Neapel, 1955
- Der Weltmeister, 1956
- Der goldene Pharao, 1957
- Lale, die Türkin, 1958
- Viva Mexiko, 1959
- Ein Auto und kein Geld, 1960
- Giovanna, 1960
- Sadako will leben, 1961
- Nur zwei Roboter?, 1963
- In diesen Jahren. Wien 1945-1965, 1965
- Der Zauberring, 1966
- Mann ohne Waffen, 1967
- Yossi und Assad, 1971
- Der Sieger, 1973

Traductions en français
- Demain ils seront des hommes, traduction de Die Strolche von Neapel par Yvonne Escoula, Les Éditions du Jour, 1957.
- Trop jolie pour être honnête, Les Presses de la nuit, 1958.
- Les Deux robots, traduction de Nur zwei Roboter? par Pierre Kamnitzer, Robert Laffont, 1967.

## Prix et distinctions
- 1958 : (international) « Honor List »[1] de l' IBBY, pour Der goldene Phrao
- 1960 : (international) « Runner-Up List »[1], par l' IBBY, catégorie Auteur, pour Lole, di Türkin
- 1962 : (international) « Honor List »[1] de l' IBBY, pour Sadako will leben
- 1966 : (international) « Hightly Commended Authors »[1] de l' IBBY pour l'ensemble de son œuvre